# Robert Lynn Pruett
Robert Lynn Pruett (Houston, Texas, Estados Unidos, 18 de septiembre de 1979 – Huntsville, Condado de Walker, Texas, 12 de octubre de 2017) fue un hombre estadounidense condenado y ejecutado por el asesinato en 1999 del oficial correccional de TDCJ Daniel Nagle en la Unidad McConnell, Condado de Bee. Pruett había sido certificado como adulto a los 16 años y ya cumplía una sentencia de 99 años por su participación en el asesinato de Ray Yarborough, que ocurrió cuando Pruett tenía 15 años. Pruett fue condenado junto con su padre Howard Steven "Sam" Pruett Sr., quien recibió cadena perpetua por su participación en el asesinato, y su hermano Howard Steven Pruett Jr., quien recibió una sentencia de 40 años. Howard Sr. testificó que ninguno de sus hijos participó en el asesinato, al igual que Robert, quien, sin embargo, fue condenado según la ley de partes de Texas. Los detalles de los asesinatos de Yarborough y Nagle se presentaron en el documental de la BBC Life and Death Row - Crisis Stage.

## Condena
Reo de Texas, fue detenido y condenado a muerte por el asesinato del oficial correccional Daniel Nagle en la Unidad McConnell, Condado de Bee, en 1999. Pruett había sido certificado como adulto a los 16 años y ya cumplía una sentencia de 99 años de prisión por su participación en el asesinato de Ray Yarborough de 28 años de edad en 1995, que ocurrió cuando Pruett tenía 15 años.
Pruett negó consistentemente su participación en el asesinato de Nagle y su abogado defensor afirmó que "lo que lo condenó fue el testimonio de cuatro o cinco convictos que recibieron tratos a cambio del testimonio contra Pruett". El estado se basó en el testimonio de Lisa Baylor, una analista forense que testificó utilizando un método científico ahora desacreditado llamado "emparejamiento físico".
Finalmente y luego de 4 suspensiones de ejecución, murió por inyección letal el 12 de octubre de 2017 en la Unidad de Huntsville, ubicada en la ciudad de Huntsville, en Texas, después de que los pedidos de clemencia a la Junta de Perdones y Libertad Condicional de Texas (Texas Board of Pardons and Paroles) no tuvieron éxito. Durante la ejecución, Pruett comenzó a cantar y estaba visiblemente asustado. Pruett estuvo representado por Texas Innocence Network y sus abogados persiguieron su reclamo de inocencia al apelar la denegación de su alivio de ADN a través de los tribunales.